# エリック・サーモン

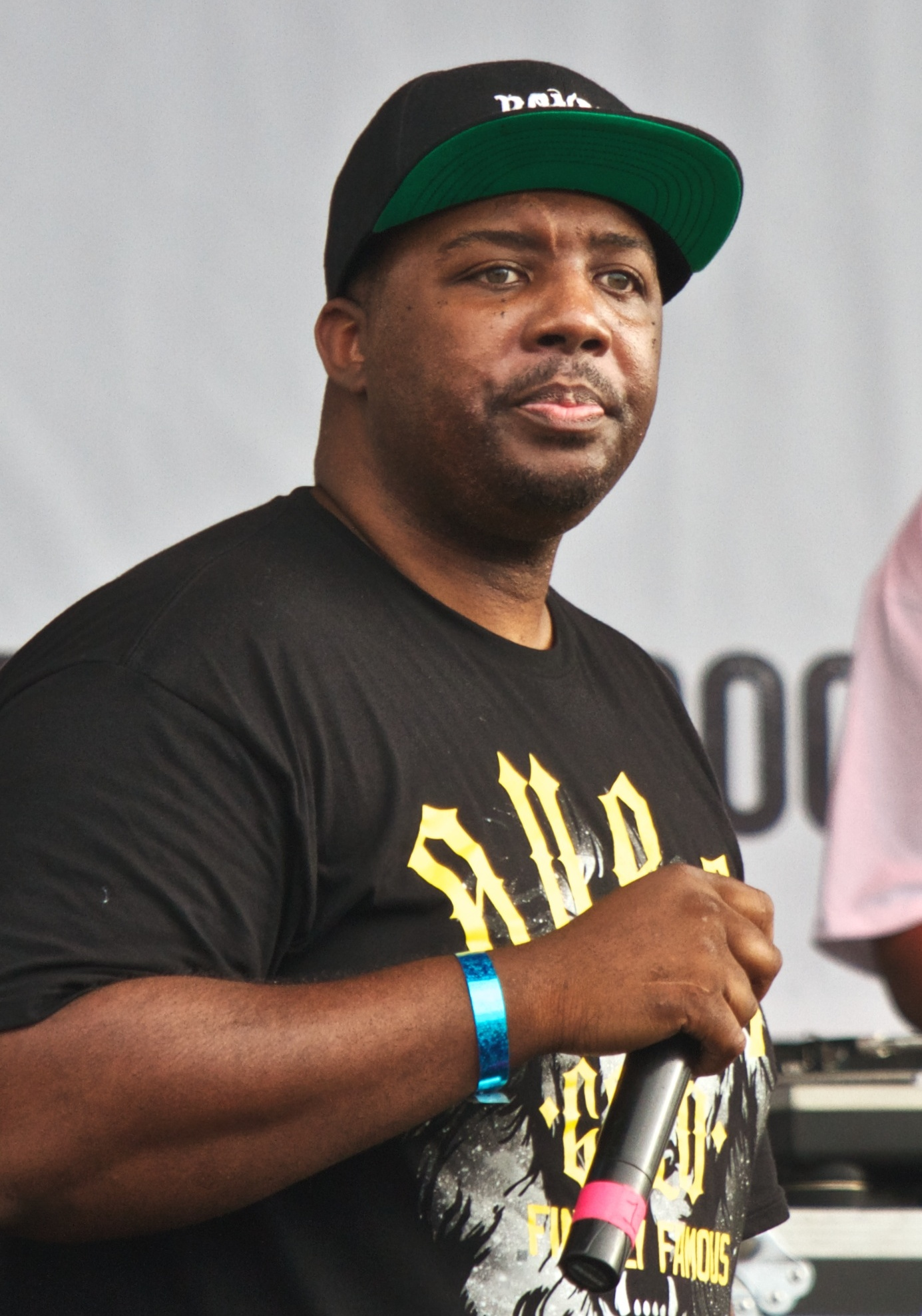
2013年

エリック・サーモン（英語: Erick Sermon、1968年11月25日 - ）は、アメリカ合衆国のトラックメイカー、ラッパー。
EPMDのメンバー（PMD (ラッパー)の相方）である。

## 経歴
ニューヨーク州ロングアイランドベイショア出身。1986年にEPMDのメンバー兼トラックメイカーとして活動を始め、1993年からDef Jam Recordingsでソロ・アルバムのレコーディングを始め、1997年には解散していたEPMDを再結成した。1998年にキース・マーレイとレッドマンとともにシュガーヒル・ギャングの「ラッパーズ・デライト」のカバーをレコーディングした。EPMDは1999年に再解散し、2000年にJレコードに移籍し、2001年にアルバム「ミュージック (エリック・サーモンのアルバム)」をリリースし、Billboard Hot 100で22位、R&Bチャートで2位を記録した。2002年に同レーベルよりアルバム「リアクト (エリック・サーモンのアルバム)」をリリースし、Billboard Hot 100で36位を記録した。

## エピソード

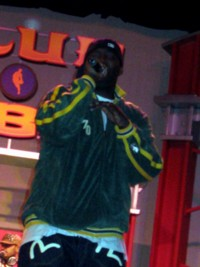
Sermon at the 2004 NBA All-Star Jam Session

「ミュージック (エリック・サーモンのアルバム)」の1番目のシングル「ミュージック」は、マーヴィン・ゲイのゲストボーカルを挿入したものであり、ロンドンの小さなレコード店で見つけた未発表の音源から抜き出したとされている。